# Saint-Memmie
Saint-Memmie település Franciaországban, Marne megyében. Lakosainak száma 5439 fő (2022. január 1.). Saint-Memmie Châlons-en-Champagne, Courtisols, L’Épine és Sarry községekkel határos.

## Népesség
A település népessége az elmúlt években az alábbi módon változott:
| Lakosok száma | 2355 | 6654 | 6070 | 5395 | 5595 | 5586 | 5511 | 5474 | 5448 | 5439 |
|               | 1968 | 1982 | 1990 | 2006 | 2013 | 2015 | 2017 | 2019 | 2020 | 2022 |